# 大島寛
大島 寛（おおしま ゆたか、1972年4月15日 - ）は、奈良県大和郡山市出身の元プロ野球選手（投手）。

## 来歴・人物
奈良県立斑鳩高（現：奈良県立法隆寺国際高等学校）ではエースとして2年夏に県大会決勝まで進むが智弁学園高に惜敗、秋の大会では準決勝で翌夏全国制覇の天理高に敗れる。その後出場した明治神宮野球大会では選抜出場が確実であった金沢高に勝利するも夏全国制覇の帝京高に敗れた。3年夏も3回戦で智弁学園に惜敗。龍谷大学へ進学すると大学では同期の正津英志と2本柱として大学選手権にも出場し、2回戦で先発勝利。関西六大学野球リーグ通算21勝8敗、防御率1.33。最優秀選手2回、最優秀投手1回、ベストナイン2回受賞。その後デュプロへ進むと1年目に自チームで都市対抗野球に出場、以降は補強選手として翌年は大阪ガスで出場し3年目は日本生命で優勝を経験。1997年のドラフト会議にて西武ライオンズから5位指名を受けた。12月9日に契約金と年俸それぞれ4,000万円、1,000万円（いずれも推定）で入団契約を結んでいる。
一軍経験のないまま1999年限りで退団した。

## 詳細情報

### 年度別投手成績
- 一軍公式戦出場なし

### 背番号
- 53 （1998年 - 1999年）